# NFPA 704
NFPA 704（エヌエフピーエー704）は、化学薬品の危険性を表示するための規格であり、全米防火協会（NFPA）が策定・管理している。菱形の表示はファイア・ダイアモンド（英語: Fire Diamond）と呼ばれ、危険物を扱う人が素早く簡単に危険性を判断したり、必要な専用器具・手順・防護措置がわかるように設計された。

## 表記法

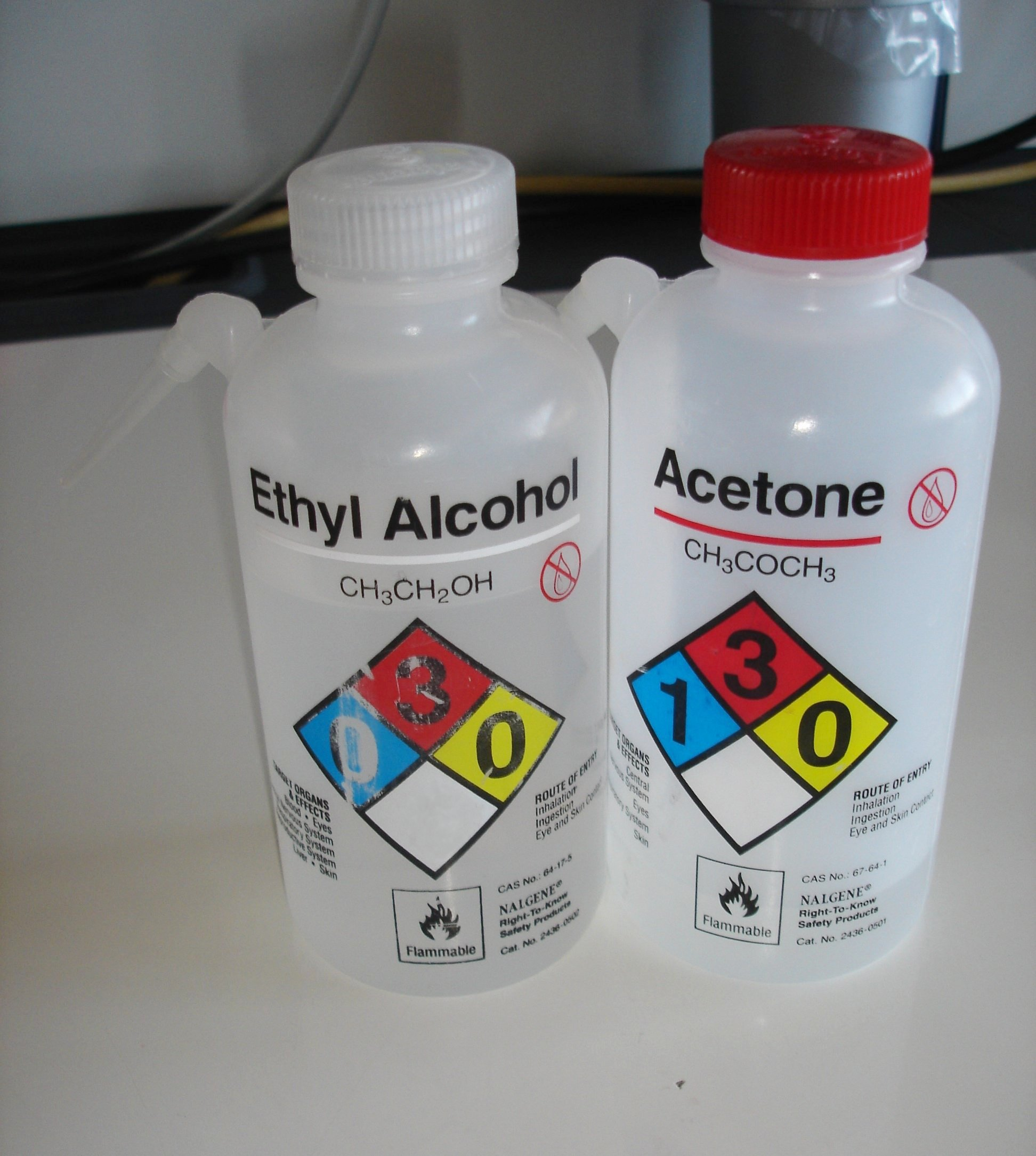
物質の危険性を特定するためNFPA 704表記がなされたエタノールとアセトンの容器

ファイア・ダイアモンドは色分けされた4つの区画からなり、青が健康障害、赤が燃焼性、黄が化学的な不安定性、白が特記事項を表す。また白以外の区画には数値を記入して、危険性を「0」（危険性の無い通常の物質）から「4」（深刻な危険性）まで5段階で示す。

### 青 - 健康障害
被害が深刻な順に示す。
- 4.  極めて短時間の暴露によっても死や重篤な後遺症を招きうる（例：シアン化水素）。
- 3.  短時間の暴露によって一時的障害や後遺症を起こしうる（例：塩素ガス）。
- 2.  多量の暴露あるいは常習的でない連続暴露によって一時的能力障害を起こしうるか、後遺障害を起こす可能性がある（例：クロロホルム）。
- 1.  暴露によってごく軽度の後遺障害を伴う不快感[注 4]を起こしうる（例：テレピン油）。
- 0.  健康障害を引き起こさず、火災[注 5]の防護措置を必要としない（例 : 水）。

### 赤 - 燃焼性
- 4.  常温常圧下[注 6]で急速または完全に気化するか、空気中に素早く分散して燃焼するもの（例：アセチレン、プロパン、水素ガス）。自然発火性物質を含む。引火点は22.8 °C未満である。
- 3.  ほぼ全ての温度状況で引火しうる液体・固体（浮遊粒子を含む）（例：ガソリン、アセトン）。引火点が22.8 °C未満で、沸点が37.8 °C以上の液体であるか、引火点が22.8 °C以上37.8 °C未満である。
- 2.  引火までに適度に加熱されるか比較的高い周辺温度に置かれることを必要とするもの（例：軽油、紙、硫黄）。および加熱なしに引火する浮遊粒子の多く。引火点は37.8 °C以上93.3 °C未満である。
- 1.  あらゆる周囲温度のもとで、引火までにかなりの予熱を必要とするもの（例：鉱油、アンモニア）。加熱なしに引火する浮遊粒子の一部を含む。引火点は93.3 °C以上である。
- 0.  典型的な火災状態で燃焼しないもの（例：四塩化炭素）。コンクリート、石、砂のような本質的に燃焼しないものを含む。空気中で820 °Cに5分間さらされても燃焼しない。

### 黄 - 不安定性
- 4.  常温常圧下で爆轟[注 7]や爆発的化学分解を起こしうる（例：ニトログリセリン）[2]。
- 3.  爆轟や爆発的分解[注 8]を起こしうるものの高い励起エネルギーを与える必要があるか、励起前に閉塞状態で加熱する必要があるか、水と爆発的に反応するか、強い衝撃により爆轟を起こすもの（例：フッ素）。
- 2.  温度や圧力の上昇により激しい化学反応を起こす、もしくは水と激しく反応する[注 9]か、水に混ざると爆発性、可燃性混合物[注 10]をつくるもの（例：ナトリウム、リン）。
- 1.  通常は安定であるものの、温度や圧力の上昇により不安定となるもの（例：カルシウム）。
- 0.  炎にさらされる状況も含めて通常は安定で、水と反応しない（例：ヘリウム）。

### 白 - 特記事項
白い区画には記号がいくつか示されることがある。ただし、下記のうちNFPA 704規格で公式に定められているのは'W'と'OXY'のみである。
- 'W' - 水と異常・危険な反応を起こす（例：セシウム、ナトリウム）
- 'OX' または 'OXY' - 酸化剤（例：過塩素酸カリウム、過酸化水素）
- 'COR' または  - 腐食性[注 11]。（例：硫酸、水酸化カリウム）
  - 'ACID' で強酸、'ALK' で強塩基を明示する場合もある[8]。
- 'BIO' または  - バイオハザード（例：天然痘ウイルス）
- '☢' または  - 放射性物質であることを示す放射能標識（例：プルトニウム）
- 'POI'または、 - 毒・猛毒性[注 12]。
- - 爆発物性[注 13]。
- 'CRYO' - 極低温
- 'SA' - 窒息剤、窒息ガス
- 'P' - 重合反応を起こすもの